# Гальянова Валентина Олександрівна
Валенти́на Олекса́ндрівна Галья́нова (нар. 30 січня 1986, м. Вінниця) — українська письменниця (поезія, проза). Член Національної спілки журналістів України, Національної спілки письменників України (2015).

## Біографія
Народилась 30 січня 1986 року у м. Вінниці. Навчалася у Лука-Мелешківській середній загальноосвітній школі I—III ступенів Вінницького району Вінницької області (1992–2003), яку закінчила із золотою медаллю. У 2002 році працювала кореспондентом районної газети «Подільська зоря».
Продовжила освіту в Інституті філології й журналістики Вінницького державного педагогічного університету імені Михайла Коцюбинського (2003–2007), здобувши кваліфікацію магістра педагогічної освіти «Викладач української мови і літератури та вчитель зарубіжної літератури й українознавства» (2008).
Ще, навчаючись у виші, обіймала посаду літературного редактора періодичного видання Лука-Мелешківської сільської громади «Вісник села» (2003–2005). По закінченню вишу працювала провідним редактором Вінницького обласного центру народної творчості (2008), учителем української мови та літератури в рідній школі (2008–2010), згодом в МКП «Вінницький муніципальний центр містобудування і архітектури» Вінницької міської ради у секторі діловодства та роботи з кадрами (2010–2011), інспектором навчального відділу у Вінницькому інституті економіки Тернопільського національного економічного університету (2012). У 2012–2013 рр. — знову була кореспондентом регіональної громадсько-політичної газети «Подільська зоря». До березня 2018 працювала на Вінницькому обласному радіо "Вінтера". Проживає у Луці-Мелешківській.

## Літературна діяльність
Ще навчаючись у середній школі, була членом літературно-мистецької студії «Мережка» та музичної студії «Дебют». Відтоді ставала переможцем різноманітних конкурсів і фестивалів учнівської творчості. У 2005 р. була учасницею Всеукраїнської наради молодих літераторів у Коктебелі (АР Крим), у 2006—2010 рр. — керівником літературно-мистецької студії «Гармонія» при Лука-Мелешківському будинку культури.

Авторка книг поезій:

- Фортеця мрій : поетична збірка / В. Гальянова; Ред. Т. Яковенко, худ. В. Богданюк. — Вінниця: Тезис, 2001. — 40 с. — ISBN 966-7699-37-4;
- П'ятий вимір : поезії / В. Гальянова. — Вінниця: Континент-ПРИМ, 2003. — 76 с. — ISBN 966-516-163-9;
- Операція дактилем : лірика / Валентина Гальянова. — Вінниця: Вінницька газета, 2009. — 120 с. — ISBN 978-966-2257-09-0;
- Лівою рукою : поезії / Валентина Гальянова. — Вінниця: Консоль, 2014. — 103 с. — ISBN 978-617-583-107-6;

та прози:

- Химеросховище : повість у новелах // Альманах «Нова фантастична проза». — ХХІ т. — Луцьк, 2011;
- Ходіння Туди і назад : роман / Тіна Гальянова; передм. В. Гранецької. — Харків: Клуб Сімейного Дозвілля, 2013. — 288 с. — ISBN 978-966-14-6301-0;
- Ходжа : роман / Тіна Гальянова. — Луцьк: ПВД «Твердиня», 2017. — 216 с. — ISBN 978-617-517-275-9.

До того ж є авторкою кількох друкованих у фахових видання статей, з окрема щодо творчості Богдана-Ігоря Антонича.
Художні твори друкувались у місцевій періодиці, альманахах «До Вас з любов'ю» (Вінниця, 2005), «Коктебель-2005: зорі над морем» (Біла Церква: Буква, 2006), «Ми в дорогу вийшли на світанні» (Вінниця, 2009), «Подільське перевесло-2» (Вінниця, 2010), "Експрес «Молодість» (Вінниця: ФОП Данилюк В. Г., 2011), «Альманах 2008—2012 Міжнародної україно-німецької літературної премії ім. Олеся Гончара» (Київ: Нова Січ, 2012), журналі «Вінницький край», газеті «Літературна Україна».

- Химеросховище : повість у новелах, перевидана видавництвом Дім Химер у 2019 році.[4]